# باشگاه فوتبال لومتزانه
باشگاه فوتبال لومتزانه (انگلیسی: FC Lumezzane) یک باشگاه فوتبال ایتالیایی مستقر در لومتزانه است که در حال حاضر در سری سی، سومین سطح لیگ فوتبال در این کشور به فعالیت می‌پردازد. 